# MSC2010
Mathematics Subject Classification 2010, in sigla MSC2010, è la versione dell'autorevole schema di classificazione per le ricerche in matematica, Mathematics Subject Classification, che nel 2010 ha sostituito la versione MSC2000.
Una prima bozza della revisione, chiamata MSC 2007, è considerata superata. Tre successive revisioni sono state prodotte nel marzo, nel luglio, e nel novembre 2008; quest'ultima è chiamata final. Le versioni sono disponibili in diverse forme: 
- elenchi delle sezioni ed elenchi delle modifiche -  in PDF,
- indice KWIC -
- Tiddly wiki -

Per la comunicazione pubblica sulla revisione è stato messo in funzione un sito wiki chiamato MSCwiki.
Lo schema di classificazione MSC 2008 (novembre) presenta 63 sezioni di primo livello, 527 di secondo livello
e 5588 di terzo; di queste 387 sono sezioni di genere,
cioè sezioni che servono a specificare se un documento classificato appartiene a un genere come 
- Instructional exposition ,
- Proceedings, conferences, collections, etc. ,
- Explicit machine computation and programs .

Rispetto ad MSC 2000, le sezioni di primo livello rimangono invariate, quelle di secondo livello subiscono poche modifiche (ve ne sono un'ottantina di nuove, ma molte di queste sono servite per accentuare la gerarchia a tre livelli delle sezioni) e quelle di terzo livello vengono aumentate in misura sensibile (circa 500 aggiunte e circa 60 eliminate).
È previsto che lo schema MSC2010 rimanga in vigore con pochi ritocchi fino al 2019 e venga rimpiazzato nel 2020 da una nuova versione chiamata MSC2020.